# アダプティブ・フロントライティング・システム
アダプティブ・フロントライティング・システム（Adaptive Front-Lighting System、略称 AFS）とは、自動車のヘッドライトの構造の一種で、走行中のコーナリング時においてステアリング操舵方向に光軸を向け、進行する方向に光を照射することで視認性向上を図ったものである。

## 概要
2002年秋に道路運送車両法に基づく保安基準が改正・施行されたことを受け採用が認可されたシステムで、「配光可変型前照灯システム」とも呼ばれている。小糸製作所が世界初の量産化に成功し、2003年にフルモデルチェンジしたトヨタ・ハリアーにインテリジェントAFSという名で初採用された。
現在日本においては、小糸製作所以外にスタンレー電気と市光工業も量産しており、トヨタの他 ホンダや日産の日本三大メーカーの車種を中心に徐々に普及しつつあるが、メーカーオプションで10万円前後とまだ高価であるため、採用車種はBセグメント以上がほとんどである。

## 類似技術
車速とステアリング操作に合わせて、専用ライトを点灯させる「アクティブ コーナリング ライト」(ACL) というシステムもあり、三菱やホンダなどで採用されている。また、トヨタ・MR2やマツダ・センティアの一部グレードに、ステアリング操作に光軸が連動するフォグランプが存在した。
なお、前輪の操向に合わせてその方向に光軸を向けるという発想は新しいものではない。馬車からの過渡期、スタイリング的に車輪が車体から独立していた時代には、車輪側にライトを付ければ自然にそのようなライトとなったし（現代でも二輪で見られるそれと同様である）、戦後の乗用車ではタッカー車やシトロエン・SMなどで見られる（国や地域、あるいは州によって、法令類で可動のライトを禁止していたりするため、販売地により仕様を変えていることが多い）。